# Nance Motor Car Company
Nance Motor Car Company war ein US-amerikanischer Hersteller von Automobilen.

## Unternehmensgeschichte
Harold B. Larzelere, der vorher Verkaufsleiter bei Chadwick Engineering Works war, gründete das Unternehmen im September 1910. Geldgeber war ein Herr Nance, der ebenfalls vorher bei Chadwick tätig war. Der Sitz war in Philadelphia in Pennsylvania. Anfang 1911 begann die Produktion von Automobilen. Der Markenname lautete Nance. Im gleichen Jahr endete die Produktion. Um 1917 oder 1918 waren noch zwei Fahrzeuge in Kalifornien registriert.
Larzelere hatte einen reicheren Geschäftsmann aus Philadelphia namens Touraine als Partner gewinnen können. Mit ihm zusammen gründete er 1912 die Touraine Company, aus der später die Vim Motor Truck Company wurde.

## Fahrzeuge
Im Angebot standen nur Fahrzeuge mit einem Sechszylindermotor. Eine Quelle gibt 35/40 PS angegeben. Eine andere Quelle nennt die Bezeichnung 30/35 HP, 92,075 mm Bohrung, 103,1875 mm Hub, 4122 cm³ Hubraum und 35 PS Leistung. Das Fahrgestell hatte 310 cm Radstand. Zur Wahl standen ein Tourenwagen mit fünf Sitzen und ein Roadster mit zwei Sitzen. Betont wurden die vorderen Türen. Der Tourenwagen wog rund 1134 kg.